# Epidemia arcticus
Epidemia arcticus är en fjärilsart som beskrevs av Ferris 1977. Epidemia arcticus ingår i släktet Epidemia och familjen juvelvingar. Inga underarter finns listade i Catalogue of Life.